# Eugenio Aguirre (escritor)
Eugenio Aguirre (Ciudad de México, 31 de julio de 1944-Ibidem, 16 de marzo de 2023) fue un escritor, novelista, cuentista, ensayista, y guionista mexicano.

## Biografía
Nacido en la Ciudad de México, obtuvo una licenciatura en derecho en 1971 y una maestría en letras en 1978, ambas por la Universidad Nacional Autónoma de México (UNAM). Posteriormente realizó estudios de periodismo en Madrid, en 1969, y ejerció como abogado en distintos bufetes y empresas desde 1961 a 1978.
Durante su carrera desempeñó cargos como colaborador de Radio Educación para la preparación de la serie “El Cuento Mexicano”; jefe de la sección de publicaciones del Instituto Mexicano de Comercio Exterior en 1978; asesor de la Comisión Nacional de Libros de Texto Gratuitos en la Secretaría de Educación Pública (SEP) desde 1984 a 1989; presidente de la Asociación de Escritores de México desde 1984 a 1986; director de programas editoriales de la Dirección General de Publicaciones y Medios de la SEP; coordinador editorial de la colección "¿Ya LeÍSSSTE?" del Instituto de Seguridad y Servicios Sociales de los Trabajadores del Estado (ISSSTE). De igual forma protagonizó las cápsulas de divulgación histórica "México y sus laberintos", transmitidas por Canal 40.
Fue director titular de la rama de Literatura de la Sociedad General de Escritores de México (SOGEM), hasta 2002, y profesor titular de la escuela de dicha asociación durante más de 15 años. Además, fue colaborador para diversos medios como Angoleta, Excélsior, Paris International, Plural, Revista Mexicana de Literatura, Siempre!, Unomásuno y Voices of Mexico.
Es autor de 52 libros que abarcan géneros como la novela, el cuento y el ensayo, entre las que destacan: Gonzalo Guerrero (1980), El rumor que llegó del mar (1986), Pasos de sangre (1988), Los niños de colores (1993), Lotería del deseo (2003), Victoria (2005), La cruz maya (2006), Hidalgo (2009), Leona Vicario (2010), Pecar como Dios manda (2010),  Isabel Moctezuma (2011), El abogánster (2014), Templo de sangre (2016), y Los burgueses (2017); también es autor de los volúmenes de cuento Ángeles y demonios (1996) y Los perros de Angagua (1998). Varias de sus novelas y cuentos han sido traducidos al francés, portugués, inglés y alemán.

### Premios y reconocimientos
Recibió la Gran Medalla de Plata en 1981 otorgada por la Academia Internacional de Lutece en París, por su novela Gonzalo Guerrero. Fue ganador del Premio Nacional de Literatura José Fuentes Mares en 1988 por su novela Pasos de sangre. Obtuvo la Presea Caridad Bravo Adams, otorgada por la SOGEM, en 2014.

## Publicaciones seleccionadas

### Biografías
- Aguirre, Eugenio (2005). Victoria: novela (1. edición). México, D.F: Joaquín Mortiz. ISBN 9789682709685.
- Aguirre, Eugenio (2010). Leona Vicario: la insurgente (1. edición). México, DF: Editorial Planeta Mexicana S.A. de C.V. ISBN 9786070703652.

### Cuentos
- Aguirre, Eugenio (1996). Angeles y demonios (1., 4. reimpr edición). San Pedro de los Pinos: Ed. del Ermitaño. ISBN 9789686567076.
- Aguirre, Eugenio (1998). Los perros de Angagua (1., 1. reimpr edición). San Pedro de los Pinos: Ed. del Ermitaño. ISBN 9789686567328.

### Ensayos
- Aguirre, Eugenio; Andahazi, Federico (2010). Pecar como dios manda: historia sexual de los mexicanos ; del México. México, D.F: Editorial Planeta Mexicana. ISBN 9786070704260.

### Novelas
- Aguirre, Eugenio (1980). Gonzalo Guerrero: novela histórica (1a edición). México: Universidad Nacional Autónoma de México, Coordinación de Humanidades. ISBN 9789685827263.
- Aguirre, Eugenio (1986). El rumor que llegó del mar (1a edición). México: Plaza & Janés Editores. ISBN 9789688560723.
- Aguirre, Eugenio (1988). Pasos de sangre (1a edición). México: Edivisión. ISBN 9789681318598.
- Aguirre, Eugenio (1993). Los niños de colores. México: Grupo Editorial 7. ISBN 9788481362312.
- Aguirre, Eugenio (2003). Lotería del deseo (1. edición). México: Aguilar [u.a.] ISBN 9789681912543.
- Aguirre, Eugenio (2006). La Cruz maya (1. edición). México, D.F: Planeta Editorial. ISBN 9789703705696.
- Aguirre, Eugenio (2009). Hidalgo (1. edición). México, D.F: MR Ediciones. ISBN 9786070701825.
- Aguirre, Eugenio (2011). Isabel Moctezuma (1. edición). México, D.F: MR Ediciones. ISBN 9789703707294.
- Aguirre, Eugenio (2014). El abogánster. México: Planeta. ISBN 9786070720253.
- Aguirre, Eugenio (2016). Templo de sangre. Ciudad de México: Planeta. ISBN 9786070732027.
- Aguirre, Eugenio (2017). Los burgueses. Ciudad de México: Planeta. ISBN 9786070738487.